# Rodno izražavanje
Rodno izražavanje naziv je za ponašanje, manire, interese i izgled osobe koji su povezani s rodom u određenom kulturnom kontekstu, posebno s kategorijama ženstvenosti ili muškosti. To također uključuje rodne uloge. Te se kategorije oslanjaju na stereotipe o spolu.

## Definicije
Izražavanje spola obično odražava rodni identitet osobe (njihov unutarnji osjećaj vlastitog roda), ali to nije uvijek slučaj. Izražavanje roda odvojeno je i neovisno od seksualne orijentacije i spola dodijeljenog pri rođenju. Vrsta rodnog izražavanja koja se smatra netipičnom za vanjski percipirani spol osobe može se opisati kao neskladnost s rodom.
U muškaraca i dječaka tipični ili muški rodni izraz često se opisuje kao muški, dok je atipični ili ženski izraz poznat kao ženski. U lezbijkama i queer ženama, muški i ženski izrazi poznati su kao butch, odnosno femme. Smjesa tipičnog i atipičnog izraza može se opisati kao androgina. Tip izraza koji se ne doživljava niti tipično ženski niti muški može se opisati kao rodno neutralan ili nediferenciran.
Izraz rodni izraz koristi se u načelima iz Yogyakarte, koji se tiču primjene međunarodnog zakona o ljudskim pravima u vezi sa seksualnom orijentacijom, rodnim identitetom, rodnim izražavanjem i spolnim karakteristikama.

## Zbrka između rodnog izražavanja i seksualne orijentacije
Iako se izražavanje spola ne mora nužno povezati sa seksualnošću, pojedinci se često pogrešno tumače kao muževniji ako su lezbijke i ženstveniji ako su homoseksualni, bez obzira na spolni izraz te osobe. Ta uvjerenja mogu dovesti do toga da ljudi pogrešno tumače spolni izraz pojedinca na temelju njegove seksualnosti. Studije na adolescentima koje je provela Stacey Horn, pokazale su da su homoseksualci i lezbijke koji se nisu izrazili kao dodijeljeni spol smatrani manje prihvatljivima. Pojedinci koji su se izrazili dodijeljenim spolom obično su suočeni s manje socijalnog uznemiravanja i diskriminacije. S druge strane, heteroseksualni muškarci čiji je rodni izraz bio više ženstven nego muški bili su najviše diskriminirani.
Teorija "matrice heteroseksualnosti" koju je stvorila teoretičarka roda Judith Butler tvrdi da ljudi često pretpostavljaju nečiju seksualnost na temelju vidljivog spola i spola. Lisa Disch navodi da to objašnjava zašto ljudi imaju tendenciju pretpostavljati nečiji rodni izraz na temelju njihovog spola i seksualnosti.